# Tiberius Claudius Alpinus
Tiberius Claudius Alpinus (vollständige Namensform Tiberius Claudius Tiberi filius Quirina Alpinus) war ein im 1. und 2. Jahrhundert n. Chr. lebender Angehöriger des römischen Ritterstandes (Eques), der in den Senatorenstand aufstieg und Konsul wurde. Nach seiner Adoption lautete sein vollständiger Name Tiberius Claudius Tiberi filius Quirina Augustanus Alpinus Lucius Bellicius Sollers.
Durch eine Inschrift, die in Verona gefunden wurde, ist die militärische Laufbahn (siehe Tres militiae) von Alpinus bekannt. Er war zunächst Kommandeur (Praefectus) einer Cohors II Praetoria. Danach diente er als Tribunus in der Legio II Augusta, die ihr Hauptlager in Isca Silurum in der Provinz Britannia hatte. Zuletzt war er Kommandeur einer Ala Gallica. Aus der Inschrift geht auch hervor, dass er militärische Auszeichnungen erhielt (donato donis bello Germanico).
Alpinus war der leibliche Sohn von Tiberius Claudius Augustanus, der durch eine weitere Inschrift aus Verona belegt ist. Er wurde nach seiner Heirat durch Lucius Bellicius Sollers adoptiert, dessen Namen er seinem eigenen hinzufügte. Durch eine Inschrift aus Burnum ist belegt, dass ein Augustianus Bellicus Procurator Augusti war; dabei dürfte es sich vermutlich um den Procurator für die Provinzen Pannonia und Dalmatia gehandelt haben. Da dieser Posten bereits mit einem Jahreseinkommen von 200.000 Sesterzen verbunden war, dürfte er zuvor, d. h. nach seinem militärischen Kommando über die Ala, noch einen anderen Verwaltungsposten übernommen haben, der mit einem Jahreseinkommen von 100.000 Sesterzen verbunden war.
In einem Brief (Epistulae V, 4, 1) von Plinius, der auf 105 datiert ist, wird ein Praetor (vir praetorius) Sollers erwähnt. Alpinus war daher wahrscheinlich im Range eines Praetors in den Senat aufgenommen worden; nach der Aufnahme in den Senat änderte er seinen Namen ein weiteres Mal und nannte sich von da an nur noch nach seinem Adoptivvater, um jeden Hinweis auf seine ritterliche Herkunft zu unterdrücken. Durch eine dritte Inschrift aus Verona ist belegt, dass ein Bellicius Sollers in einem unbestimmten Jahr einen Konsulat erreichte.
Alpinus war wie sein leiblicher Vater in der Tribus Quirina eingeschrieben und stammte aus Verona. Zwei der Inschriften wurden durch seine Ehefrau Claudia Marcellina, die Tochter von Tiberius Claudius Marcellinus, errichtet; sie wird darüber hinaus noch in einer weiteren Inschrift aufgeführt. Alpinus (Bellicius Sollers) betrieb eine Ziegelei, die nach seinem Tod von seiner Ehefrau weitergeführt wurde. Durch eine Inschrift ist ein Procurator Augusti und pontifex minor namens Bellicius Sollers in Castrimoenium belegt, wo er sich nach seiner Heirat wahrscheinlich niederließ.
Verwandte (möglicherweise Nachfahren) von Alpinus (Bellicius Sollers) dürften der Konsul von 169, Quintus Pompeius Senecio Sosius Priscus sowie ein durch eine Inschrift belegter Senator sein, in deren Namen sich als ein Bestandteil Augustanus Alpinus Bellicius Sollers wiederfindet.